# Фрашка
Фрашка (пол. fraszka, від італ. frasca — дрібниця, дурниця) — різновид епіграми у польській поезії, коротенький жартівливий чи сатиричний твір з актуальною чи етичною проблематикою, інколи з ознаками філософствування, виповнений каламбурами, сентенціями. Може мати від двох до двадцяти віршових рядків. Жанр започаткований із фігликів Ф. Берната, М. Рея; термін запроваджений Я. Кохановським (збірка «Фрашки», 1584), який спирався на уснопоетичну народну традицію. Фрашки використовували барокові поети В. Потоцький, А. Морштин, С. Ягодинський, романтики А. Міцкевич, Ю. Словацький, А. Фредро, Ц. К. Норвід, були поширені і в XX ст., наприклад у доробку К. І. Галчинського, С. Є. Лєца, І. Штаудінгера («Покірне телятко у кожній окрузі / До вовчої зграї звертається: «Друзі»») та ін. 
Приклад фрашки, написаної Юліаном Тувімом:
Чи пурхнув дух у потойбічність,
Чи лиш землею тіло стало —
Мене чекає тільки вічність —
Як мало!
(переклад Дмитра Павличка)